# Čadovlje, Kranj
Čadovlje so naselje v Mestni občini Kranj.